# Sesto catalogo di radiosorgenti di Cambridge
Il Sesto catalogo di radiosorgenti di Cambridge è un catalogo astronomico di sorgenti radio celesti, misurati a 151-MHz. Fu compilato dal Radio Astronomy Group dell'Università di Cambridge tra il 1985 e il 1993. 
Può sembrare un paradosso, ma esso uscì prima del V catalogo, la cui compilazione richiese vent'anni (1975-1995).